# Реакции электрофильного присоединения
Реакции электрофильного присоединения (англ. addition electrophilic reaction) — реакции присоединения, в которых атаку на начальной стадии осуществляет электрофил — частица, заряженная положительно или имеющая дефицит электронов. На конечной стадии образующийся карбкатион подвергается нуклеофильной атаке.
В органической химии чаще всего атакующей электрофильной частицей является протон H+.
Несмотря на общность механизма различают реакции присоединения по связи углерод—углерод и углерод—гетероатом.
Общий вид реакций присоединения по двойной связи углерод-углерод:
{\displaystyle {\mathsf {-{\stackrel {|}{C}}\!\!=\!\!{\stackrel {|}{C}}\!\!-+\ X^{+}}}\rightarrow {\mathsf {-{\stackrel {|\ }{C^{+}}}\!\!-\!\!{\stackrel {|\ }{CX}}\!-}}}
{\displaystyle {\mathsf {-{\stackrel {|\ }{C^{+}}}\!\!-\!\!{\stackrel {|\ }{CX}}\!-\!+\ Y^{-}}}\rightarrow {\mathsf {-{\stackrel {|\ }{CY}}\!\!-\!\!{\stackrel {|\ }{CX}}\!-}}}
Реакции электрофильного присоединения распространены среди алкенов и алкинов и широко используются в промышленном химическом производстве и лабораторных синтезах.

## Реакции электрофильного присоединения по связи углерод-углерод

### Механизм реакций электрофильного присоединения по связи углерод-углерод
Электрофильное присоединение по кратной связи обычно двухстадийный процесс AdE2 — реакция бимолекулярного электрофильного присоединения (англ. addition electrophilic bimolecular). На первом этапе происходит атака электрофила и образование π-комплекса, который затем расщепляется, а далее образовавшийся карбкатион подвергается нуклеофильной атаке:
Обычно скорость лимитирующей является первая стадия реакции, хотя встречаются редкие исключения.
Аналогично происходит присоединение к алкинам:
Реже встречается механизм AdE3 — реакция тримолекулярного электрофильного присоединения с одновременной атакой трех частиц:
Реакции электрофильного присоединения более характерны для непредельных соединений, чем нуклеофильного, что объясняется пространственной доступностью π-электронов двойной связи электронодефицитных атакующих частиц X+.
Как и в реакциях ароматического электрофильного замещения, электронодонорные заместители повышают реакционную способность субстрата, а электроноакцепторные её снижают.

### Присоединение галогенов
Присоединение галогенов по механизму AdE2 является едва ли не самой распространенной реакцией подобного рода. На первом этапе образуется π-комплекс, который в дальнейшем преобразуется в σ-комплекс и далее в дигалогенпроизводное:
Присоединение брома — анти-присоединение, то есть присоединение с противоположной стороны, относительно плоскости молекулы алкена. Это весьма наглядно представляется с помощью формул Ньюмена.
Подтверждение данного механизма обнаруживается при исследовании бромирования малеиновой и фумаровой кислот.
В первом случае образуется смесь энантиомеров, во втором — только один продукт:
Кинетика реакции бромирования обычно довольно сложна:
| Скорость реакции = k1*[RRC=CRR]*[Br2]+k2*[RRC=CRR]*[Br2]²+k3*[RRC=CRR]*[Br2]*[Br-] |

Хлорирование чаще дает более простую зависимость :
| Скорость реакции = k1*[RRC=CRR]*[Cl2] |

### Присоединение галогеноводородов
В отсутствии свободных радикалов* присоединение галогеноводородов подчиняется правилу Марковникова:
* Возможность проведения присоединения по свободнорадикальному механизму реализуется только для HBr и в редких случаях для HCl
Стереохимически присоединение галогеноводородов к алкенам, обычно — анти-присоединение. К син-присоединению склонны стирол, инден, аценафтилен и их производные.
Алкины способны присоединить две молекулы галогеноводорода:

### Другие типичные реакции электрофильного присоединения
1. Гидратация.
{\displaystyle {\mathsf {R\!\!-\!\!CH\!\!=\!\!CH_{2}+H_{2}O}}\rightarrow {\mathsf {R\!\!-\!\!CH(OH)\!\!-\!\!CH_{3}}}}
2. Присоединение спирта с образованием простого эфира.
{\displaystyle {\mathsf {R\!\!-\!\!CH\!\!=\!\!CH_{2}+R'\!\!-\!\!OH}}\rightarrow {\mathsf {R\!\!-CH(OR')\!\!-CH_{3}}}}
{\displaystyle {\mathsf {R\!\!-\!\!C\!\!\equiv \!\!CH+R'\!\!-\!\!OH}}\rightarrow {\mathsf {R\!\!-C(OR')\!\!=CH_{2}}}}
3. Присоединение хлорноватистой кислоты с образованием хлоргидринов.
{\displaystyle {\mathsf {R\!\!-\!\!CH\!\!=\!\!CH_{2}+Cl_{2}+H_{2}O}}\rightarrow {\mathsf {R\!\!-\!\!CH(OH)\!\!-\!\!CH_{2}Cl+HCl}}}
4. Присоединение хлорангидридов и/или карбоновых кислот.
{\displaystyle {\mathsf {R\!\!-\!\!CH\!\!=\!\!CH_{2}+R'\!\!-\!\!COCl}}\rightarrow {\mathsf {R\!\!-\!\!CHCl\!\!-\!\!CH_{2}COR'}}}
{\displaystyle {\mathsf {R\!\!-\!\!CH\!\!=\!\!CH_{2}+R'\!\!-\!\!COOH}}\rightarrow {\mathsf {R\!\!-\!\!CH_{2}\!\!-\!\!CH_{2}OCOR'}}}
{\displaystyle {\mathsf {R\!\!-\!\!C\!\!\equiv \!\!CH+R'\!\!-\!\!COOH}}\rightarrow {\mathsf {R\!\!-\!\!CH\!\!=\!\!CHOCOR'}}}
5. Присоединение аммиака и/или аминов.
{\displaystyle {\mathsf {R\!\!-\!\!CH\!\!=\!\!CH_{2}+NH_{3}}}\rightarrow {\mathsf {R\!\!-\!\!CH_{2}\!\!-\!\!CH_{2}NH_{2}}}}
{\displaystyle {\mathsf {R\!\!-\!\!CH\!\!=\!\!CH_{2}+R'NH_{2}}}\rightarrow {\mathsf {R\!\!-\!\!CH_{2}\!\!-\!\!CH_{2}NHR'}}}
{\displaystyle {\mathsf {R\!\!-\!\!C\!\!\equiv \!\!CH+R'NH_{2}}}\rightarrow {\mathsf {R\!\!-\!\!CH\!\!=\!\!CH\!\!-\!\!NHR'}}\rightarrow {\mathsf {R\!\!-\!\!CH_{2}\!\!-\!\!CH\!\!=\!\!NR'}}}
6. Карбонилирование.
{\displaystyle {\mathsf {R\!\!-\!\!CH\!\!=\!\!CH_{2}+CO+HY}}\rightarrow {\mathsf {R\!\!-\!\!CH_{2}\!\!-\!\!CH_{2}COY}}}
{\displaystyle {\mathsf {R\!\!-\!\!C\!\!\equiv \!\!CH+CO+HY}}\rightarrow {\mathsf {R\!\!-\!\!CH\!\!=\!\!CHCOY}}}
{\displaystyle {\mathsf {HY:H_{2}O,ROH,RCOOH,NH_{3},RNH_{2},HCN}}}.

## Реакции электрофильного присоединения по связи углерод-гетероатом

### Механизм реакций электрофильного присоединения по связи углерод-гетероатом
Электрофильное присоединение по кратной связи углерод-гетероатом имеет механизм AdE3:
Иногда продукты присоединения вступают в реакцию отщепления, тем самым совокупно давая реакцию замещения:
Связи углерод-гетероатом очень полярны, при этом на углероде формируется положительный заряд, а на гетероатоме — отрицательный. Соответственно, первоначальная атака может идти как по атому углерода (электрофильная атака), так и по гетероатому (нуклеофильная атака). В подавляющем большинстве случаев реакции присоединения по кратной связи углерод-гетероатом носят нуклеофильный характер.

### Типичные реакции электрофильного присоединения по связи C=O
1. Присоединение нитрилов к альдегидам.
{\displaystyle {\mathsf {R\!\!-\!\!CHO+2R'CN}}\rightarrow {\mathsf {R\!\!-\!\!CH(NHCOR')_{2}}}}
2. Реакция Принса.

### Типичные реакции электрофильного присоединения по связи C=N и С≡N
1. Реакция Риттера.
2. Тримеризация нитрилов.
3. Гидролиз нитрилов и изонитрилов.
{\displaystyle {\mathsf {R\!\!-\!\!CN+H_{2}O}}\rightarrow {\mathsf {R\!\!-\!\!CO\!\!-\!\!NH_{2}}}}
{\displaystyle {\mathsf {R\!\!-\!\!NC+H_{2}O}}\rightarrow {\mathsf {R\!\!-\!\!NH\!\!-\!\!CHO}}}
4. Алкоголиз нитрилов.
{\displaystyle {\mathsf {R\!\!-\!\!CN+R'OH+H_{2}O+H^{+}}}\rightarrow {\mathsf {R\!\!-\!\!CO\!\!-\!\!OR'+NH_{4}^{+}}}}